# فنیقی‌ها

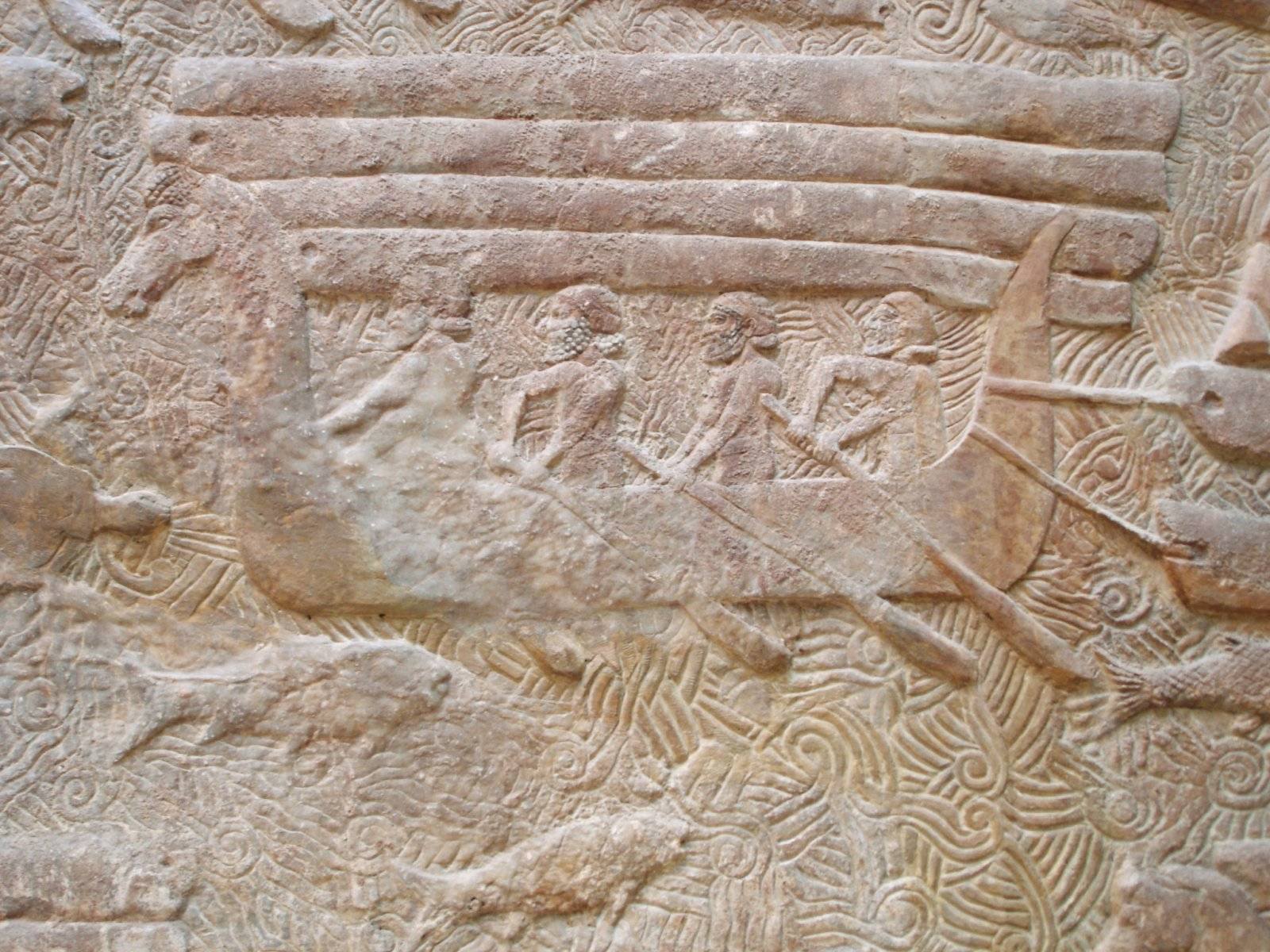
جابجایی الوار سرو آزاد لبنانی به سوی میان‌رودان، کنده‌کاری کاخ سارگون دوم، پایان سده هشتم پ.م.

فِنیقی‌ها (به فارسی باستان: تی‌ایی دریهیا (tyaiy drayahyā) 𐎫𐎹𐎡𐎹 𐎭𐎼𐎹𐏃𐎹𐎠) یکی از اقوام سامی‌تبار بودند که در حوزه دریای مدیترانه شرقی و غرب لبنان می‌زیستند، پیشهٔ بازرگانی داشتند و مردمی آرام و با فرهنگ بودند؛ خط ایشان، موسوم‌ به خط فنیقی، را مادر خط‌های کنونی (به‌جز خط‌های شرق آسیا) می‌دانند و از اینرو اختراع خط را به ایشان نسبت می‌دهند.
فنیقی‌ها تقریباً در ۲۵۰۰ سال پیش از میلاد از شمال شرقی خاورمیانه سر برآورده و بعدها در کرانه‌های دریای مدیترانه در لبنان سکنی گزیدند. فنیقیان خود را کنعانیان می‌نامیدند. فنیقیه معرب phoinike) Φοινίκη) یعنی نامی است که یونانی‌ها به این مملکت داده‌اند و احتمالاً به معنای رنگ ارغوانی است و شاید با نام کنعان در پیوند باشد.
فنیقی‌ها مستقیماً جانشین کنعانیان عصر مفرغ شدند و سنت‌های فرهنگی خود را به دنبال افول بیشتر فرهنگ‌های اصلی در فروپاشی اواخر عصر برنز و بدون وقفه به عصر آهن ادامه دادند. اعتقاد بر این است که آنها خود را کنعانیان می‌دانستند و سرزمین خود را کنعان می‌نامیدند که نشان‌دهنده یک ارتباط فرهنگی و جغرافیایی مداوم است.
سازمان مملکتی آنان مناطقی بود که باید آن‌ها را دولت_شهر نامید و مهم‌ترین آن‌ها صیدا، صور، ارواد و بوبلوس (جبیل) بود؛ فنیقی‌ها در دیگر نقاط جهان نیز دولت_شهرهایی داشتند که از سواحل شرقی آفریقا تا کرانه‌های شمالی آن امتداد می‌یافت که از جمله آن‌ها کارتاژ و اوتیکا بودند. آنان کم‌وبیش تحت تأثیر یا استیلای متناوب مصری‌ها قرار می‌گرفتند.
از حیث تمدن، فنیقی‌ها چون بین مصری‌ها و بابلی‌ها، دو تمدن دنیای کهن، واقع بودند، علوم و فنون زیادی از آنان اقتباس کردند. فنیقی‌ها به واسطه دودستگی داخلی موفق نشدند دولت واحدی تشکیل دهند و هر شهر آن‌ها امیر یا پادشاهی مستقل داشت؛ اما در دریانوردی شهرتی بسزا یافتند. شهر صیدا از سده ۱۶–۱۳ پیش از میلاد واسطهٔ تجارت شرق و غرب بود و صور پس از آن دارای همین مقام گردید.

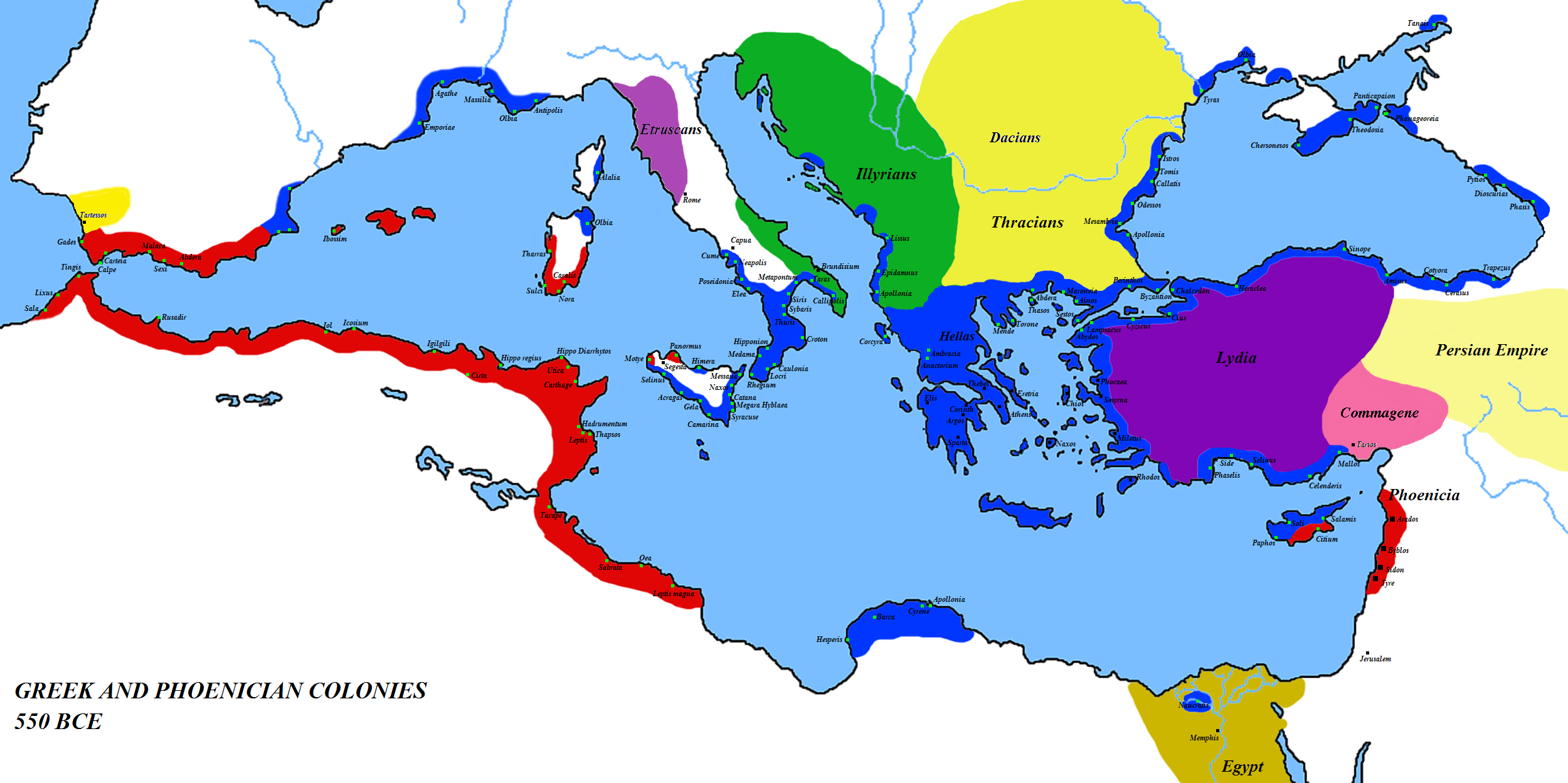
مهاجرنشین‌های فنیقی به رنگ قرمز (۵۵۰ پیش از میلاد)

مستعمرات و تجارت‌خانه‌های فنیقی در تمام دنیای قدیم پراکنده بود. این مردم از طرف غرب تا جزایر بریتانیا و از طرف شرق تا تنگه بغاز و مالاکا در نزدیکی هندوچین تجارت می‌کردند و، بر اساس شواهد کشف‌ شده، در آفریقا نیز مستعمراتی داشته‌اند.
فنیقیه بارها تابع مصری‌ها شد؛ سپس در سده هشتم پ.م. در تحت تسلط آشوری‌ها و در اوایل سده ششم ق.م. به تصرف بابلی‌ها درآمد؛ پس از آن در زمان کوروش تابع شاهنشاهی هخامنشی گردید ولی فنیقی‌ها به تابعیت ملل دیگر اهمیت نمی‌دادند زیرا دریاها و مستعمرات تحت اقتدار آن‌ها باقی می‌ماند. رقیب بزرگ این قوم یونانی‌ها بودند که در دریانوردی مهارت یافتند.
کشف رنگ ارغوانی و اختراع شیشه از ابتکارات این قوم است. اختراع الفبا را هم به آن‌ها نسبت داده‌اند. در کاوش‌های راس شمرا مربوط به فنیقی‌ها لوحه‌هایی به‌دست آمده که خطوطی با علائم میخی بر آن‌ها نوشته شده است. این علائم عبارت از سی حرف بی‌صدا (صامت) هستند. این الفبای ابتدائی که در حدود ۸۰۰ سال پ.م. به دست آرامیان افتاد، با تغییرات و تصرفاتی به ایرانیان، اعراب، هندیان و ارمنی‌ها انتقال یافت و زمینه پیدایش زبان‌های نوشتاری قابل کاربرد را پدید آورد.
تابعیت فنیقی‌ها از دولت شاهنشاهی هخامنشی دو فایده برای این شاهنشاهی داشت: یکی اینکه کشتی‌های آن‌ها در اختیار ایران درآمد، و از طرفی فنیقی‌ها تا پایان این امپراتوری بدان وفادار ماندند. کمبوجیه دوم، فرزند کوروش، از کشتی‌های فنیقی جهت حمله‌ بر مصر و یونان استفاده کرد. شهر صیدا، که در زمان نبوکدنصر دوم آسیب زیادی دیده و پَست شده بود و امیر یا پادشاهی نداشت، در این زمان از نو برخاست و دارای پادشاهی از خود شد که دربار ایران برایش معین می‌کرد؛ نام یکی از این پادشاهان حیرام بود.

## بازرگانی

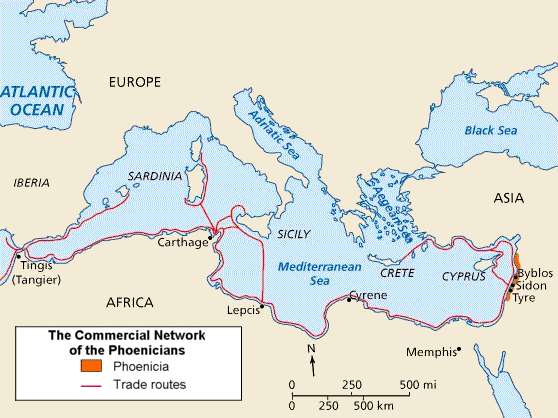
مسیرهای بازرگانی فنیقی‌ها.

دریانوردان فنیقی هرگز در اندیشه ایجاد یک نیروی نظامی نبودند اما به سرعت توانستند نخستین امپراتوری بازرگانی جهان را پدیدآوردند. ایشان به دادوستد بیش از کشاورزی اهمیت می‌دادند که این امر ریشه در شرایط جغرافیایی این کشور دارد، زیرا لبنان بر ساحل مدیترانه واقع شده و ناهمواری‌ها و شرایط کوهستانی اجازه توسعه کشاورزی را نمی‌دهد.
دریانوردان فنیقی در سواحل سوریه و آفریقا و جزیره کرت و جزایر یونان دریانوردی می‌کردند و کار آن‌ها صید صدف‌های مخصوصی بود که از آن‌ها رنگ ارغوانی به دست می‌آمد. تهیه رنگ پارچه‌های پشمی ارغوانی در آن موقع مخصوص کارگاه‌های صیدا و صور بود. همچنین بازرگانی و دادوستد عطریات، فلزات، سنگ‌های قیمتی، چوب لبنان و دیگر فراورده‌های خاورزمین و برده‌فروشی به‌دست آنان صورت می‌گرفت. مهارت فنیقی‌ها در امور بازرگانی سبب شد که اکثر بازارهای آن روز از مشرق مدیترانه تا اسپانیا، به‌دست آن‌ها باشد.

## دین
مذهب فنیقی‌ها بت‌پرستی بود و آیین‌های زیادی از بابل برگرفته بودند. در میان خدایانشان در درجه اول بعل (خدای آسمان) بود که او را «ملکارت» یعنی پادشاه خدایان می‌خواندند. از خدایان مؤنث بیش از سایرین عشتروت را می‌پرستیدند که همان ایشتار (ایستار) بابلی‌هاست و او را ملکهٔ آسمان و خدای زادوولد می‌دانستند. از سایر خدایان ال رب‌النوع سامی‌ها معروف بود که در صیغه مؤنث آلات می‌گفتند.
در شهرهای فنیقی و سایر مراکز بازرگانی آن‌ها طلسم‌ها و نظر قربانی‌هایی که شبیه آن‌ها در مصر نیز معمول بوده پیدا شده و این امر باور آن‌ها به افسونگری و جادو را نمایان می‌کند. گذشته از روحانیان فنیقی، عده‌ای از مردم آن زمان به پیش‌گویی و کشف و کرامت اشتغال داشته‌اند. از مهم‌ترین افسانه‌های آن دوره افسانه آدونیس و عشتروت است.
آدونیس به جنگل واقع در بالای کوه می‌رود تا با دیو مبارزه کند. عشتروت که الهه زیبایی بود در دامنه کوه به انتظار می‌ماند و کنار یک رودخانه می‌نشیند. مدتی می‌گذرد متوجه می‌شود که رنگ آب رودخانه به قرمز تبدیل شده و می‌فهمد که آدونیس توسط دیو کشته شده است. به نشانه خون آدونیس لاله‌ها در کنار رودخانه می‌روید و از آن روز نماد شهید شناخته می‌شود.

## روابط با ایران

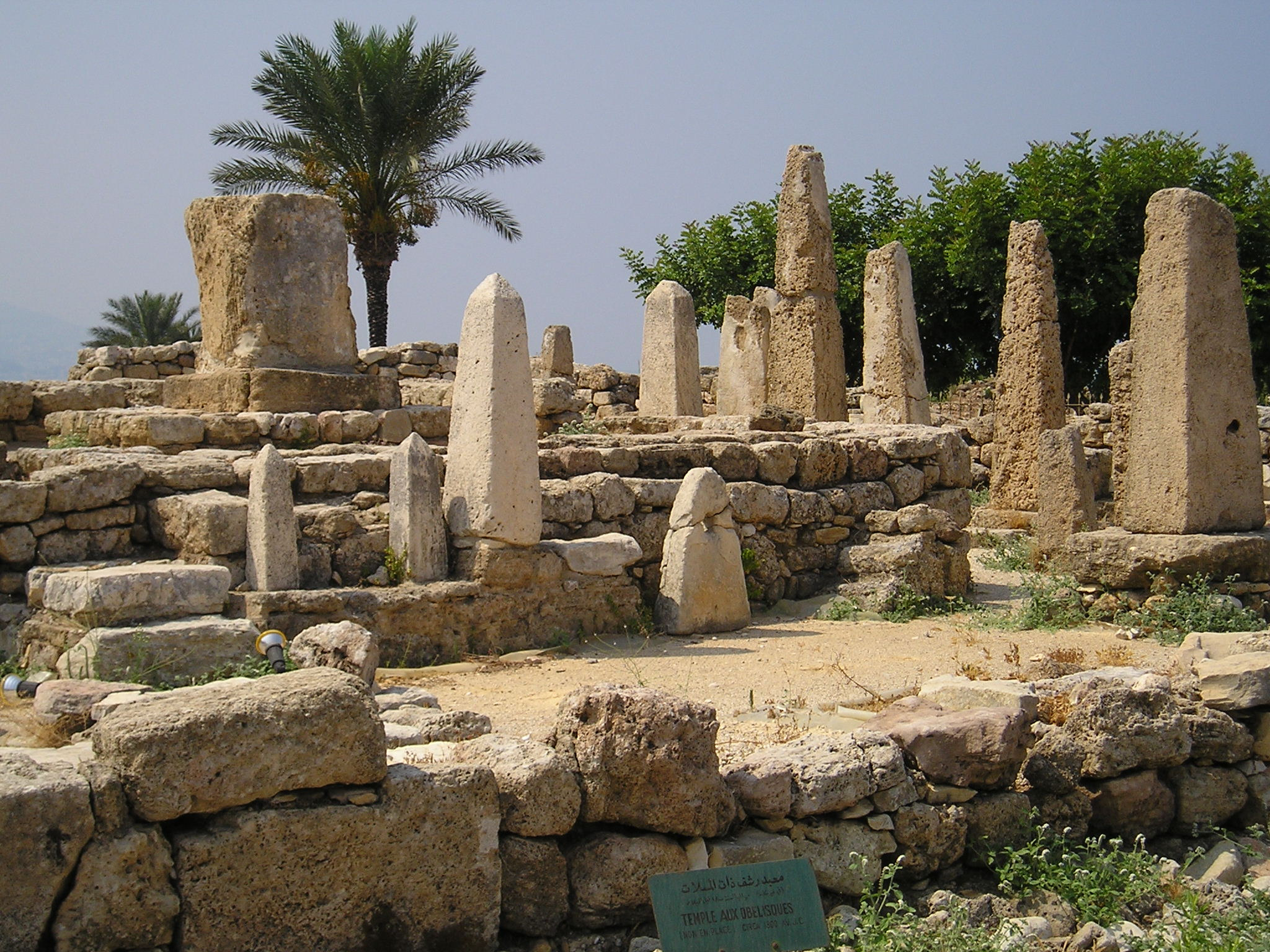
نیایشگاه میل‌سنگ‌ها، جبیل.

در حدود ۵۵۰ پ. م، هخامنشیان لبنان را فتح کردند و معبد آیشمون، واقع در نزدیکی شهر صیدا و ۲۰ کیلومتری جنوب بیروت، یکی از آثار این دودمان می‌باشد. هخامنشیان این مکان را به یادبود بزرگداشت آیشمون که مورد احترام و تقدس فنیقی‌ها بود، برپا کردند.
کمبوجیه پیش از حمله به کشور یونان لازم دانست به‌ جنگ پسامتیک سوم، فرعون مصر که یونانیان آسیای کوچک را به شورش برمی‌انگیخت، برود. فنیقیان نه تنها کمبوجیه را در جنگ علیه مصر با کمبوجیه همراهی کردند، بلکه در جنگ بر ضد لیبی نیز شرکت جستند. هرودوت توضیحات زیادی دربارهٔ امتیازاتی که شاه ایران به فنیقیان بخشیده بود می‌دهد.
در جلسات مشاورهٔ جنگی، پادشاهان فنیقی شهرهای صیدون و صور در نخستین جایگاه پشت سر شاه شاهان می‌نشستند. وقتی کمبوجیه تصمیم بجنگ با کارتاژ گرفت فنیقیان خود را کنار کشیدند و بیان کردند که نمی‌توانند به جنگ فرزندان خود بروند. شاه شاهان برای رعایت احساسات فنیقیان و بدون توجه به مخالفت‌های شاهان دیگر از حملهٔ دریایی به کارتاژ صرف‌نظر نمود و دست به یک حملهٔ زمینی زد که موفقیتی به‌دست نیامد. امری طبیعی است که پادشاهان صیدون ضمن این لشکرکشی‌ها تابوت‌های تابینت و اشمونازار را از مصر همراه خود آورده باشند. قسمت آخر نوشته‌های تابوت اشمونازار دقیقاً حکایت از ساختمان معبدهایی در اشمون و آشتر در نزدیکی‌های آین- ایدلال در نزدیکی‌های شهر صیدون می‌کند. امروزه نیز آب از زیر معبد اشمون می‌گذرد. بوداشتارت فقط به نوسازی یا وسعت دادن معبدی که پدر بزرگش اشومانازار ساخته بود پرداخت.
ایرانیان در قبال کمک‌های فنیقیان امتیازاتی به ایشان دادند، چنان‌که داریوش بزرگ هنگام سازمان بخشیدن به شاهنشاهی هخامنشی صیدون را مرکز پنجمین ساتراپی قرار داد که وسعت آن تا سرزمین‌های دوردست در امتداد فرات گسترده بود. در عوض، فنیقیان نیز کمک شایانی به شاه ایران کردند؛ ناوگانشان نقشی بسیار مؤثر در نبردهای داریوش بزرگ و، پس از او، در پیکارهای خشایارشا ایفا نمود.
هنر ایران در سرزمین‌های فنیقیه حتی در کارهای هنری کم‌اهمیت نیز اثر نموده است. سکه‌های شهر صیدون تصویر شهریاری را نشان می‌دهد که در یک ارابه ایستاده و جامه او جامه شاهنشاه ایران است. یک نفر با کلاهی مخروطی شکل شیوه فنیقی پشت ارابه دیده می‌شود. نوشته روی سکه مرکب از دو حرف فنیقی اول اسم شاه ابد اشتارت یا بوداشتارت است و این رسم فنیقیان بود که در دوران شاهنشاهی هخامنشیان گسترش یافت.
نزدیک همانجایی در سده گذشته تابوت اشمونازار یافت شد گور ناشناخته‌ای پدیدار گردید که درون آن قطعه زینتی جواهر مانندی مربوط به اواخر سده پنجم پیدا شد. این جواهر دارای یک حلقه نقره‌ایست که بر روی آن چنگالی از طلا درست شده که سنگ آماتیس بزرگی را دربرمی‌گیرد.
روی سنگ آماتیس یک ربةالنوع درحالی‌که روی تخت پادشاهی نشسته است دیده می‌شود و جلوی او یکنفر در حال نیایش قرار دارد و بر زمینه سنگ علامتهای مربوط به ستاره‌شناسی وجود دارد. حالت و طرح جامه‌ها بروشنی تحت تأثیر هنر ایران قرار گرفته است. همچنین در ویرانه‌های شهر بیبلوس (جبیل) یک پایه مجسمه فنیقی پدیدار شد که قسمت فوقانی آن (یهاومیلک شاه) را هنگام پرستش در مقابل (بالات) نشان می‌دهد که در ان لباس و کلاه شاه کاملاً از هنر هخامنشی الهام گرفته و همانند جامه‌هایی است که بر تصویر شاه در سکه‌های شهر صیدون دیده می‌شود.
دیری نپایید که در سدهٔ چهارم پ.م. سرزمین‌های فنیقیان در شورش‌های ساتراپ‌ها شرکت جستند و چون ساتراپ‌های دیگر دست از شورش برداشتند فنیقیان تصمیم بر ادامه شورش گرفتند و رهبری شورش را به استرابون، پادشاه هیدون، واگذاردند. پس از این شورش بود که اردشیر سوم به صیدون حمله کرد و آنجا را به آتش کشید. هنگامی‌که اسکندر با داریوش سوم جنگید، چند فرمانروای فنیقی فرمانبردار ایرانیان بودند اما تمام ملت فنیقیه بیش از پیش به یونان دلبستگی یافته بود. اسکندر از بیم آنکه پادشاهان فنیقیه جنگ را به کرانه‌های یونان بکشانند یا عناصر ناراضی آنجا متحد گردند و به ویژه برای از میان برداشتن نیروی اقتصادی و دریائی فنیقیان در قلب کشورشان، دست از تعقیب داریوش سوم که بجانب کرانه‌های فرات عقب‌نشینی می‌کرد برداشت و خود به کرانه‌های کشور فنیقی رو آورد.
با وجود پیروزیهای اسکندر و اشغال کشور هخامنشیان تا مدتهای مدید پس از وی یادگارهایی از هنر هخامنشی در کشورهای فنیقی برجای ماند. شش سده پس از دوره هخامنشی بار دیگر نفوذ ایرانیان با آئین مهرپرستی به کرانه‌های فنیقی بازگشت. معبد مهری صیدون بهترین نمونه و گواه چنین نفوذی است و بتازگی هم نوشته‌ای مربوط به آئین مهرپرستی در معبد اشمون به‌دست آمده است.